# Belp
Belp – gmina (niem. Einwohnergemeinde) w Szwajcarii, w kantonie Berno, w regionie administracyjnym Bern-Mittelland, w okręgu Bern-Mittelland. Liczy 11 578 mieszkańców (31 grudnia 2022). Znajduje się tutaj port lotniczy Berno-Belp. 1 stycznia 2012 do gminy przyłączono gminę Belpberg.

## Transport
Przez teren gminy przebiega droga główna nr 221.